# Lophiostoma subcutanea
Lophiostoma subcutanea är en svampart som först beskrevs av Pier Andrea Saccardo, och fick sitt nu gällande namn av Huhndorf 1992. Lophiostoma subcutanea ingår i släktet Lophiostoma och familjen Lophiostomataceae.   Inga underarter finns listade i Catalogue of Life.